# Dianna Agron
Dianna Elise Agron (ejtsd: /eɪɡrɒn/) (Savannah, Georgia, 1986. április 30. –) amerikai színésznő, énekesnő, forgatókönyvíró, rendező.
2009-ben megkapta a Glee – Sztárok leszünk! című sorozatban Quinn Fabray szerepét, ami meghozta számára a nagy áttörést. Szerepelt többek a Hősök, a CSI: New York-i helyszínelők és a Veronica Mars című sorozatokban is. A filmvásznon 2011-ben A negyedik című filmben tűnt fel.

## Élete és pályafutása
Édesapja Ronald S. Agron és családja Oroszországból származnak, eredeti családneve Agronsky. Édesanyja Mary Agron, aki házassága után a judaizmus követője lett. Dianna pár évig héber iskolába járt és átesett a bat mitzvahján is. Testvére Jason Agron.
Dianna Agron San Franciscóban és Texasban nőtt fel, tinédzserkorában a kaliforniai Burlingame Középiskolába járt. Hároméves korától táncolt, korábban táncot is oktatott.
Színészi karrierje 2005-ben kezdődött egy kisebb szereppel a Talkers Are No Good Doers című filmben. 2006-ban több sorozatban is kapott kisebb epizódszerepeket, közte a Veronica Mars, Shark, Close To Home, Drake & Josh és a CSI: New York című sorozatokban is. 2007-ben szerepelt a Milo Ventimiglia által rendezett It’s Mall World című sorozatban, ahol Harpert alakította, majd később 4 epizód erejéig a Hősökben formálta meg Debbie Marshallt. 
2008-ban felkérték a Gyilkos számok című sorozatba, hogy alakítsa Kelly Randot egy epizódszerep erejéig. 2009-ben kapott még 2 kisebb epizódszerepet az A Fuchsia Elephant és a Dinner with Raphael című sorozatokban. Ezeken kívül a Celebrities Anonymous című filmben Sadie-t alakította, de ez sem hozta még meg neki a sikert. Később jött a nagy áttörés: megkapta Quinn Fabray szerepét a Glee – Sztárok leszünk! című sorozatban. Ebből Magyarországon az első évadot vetítette az egyik kereskedelmi televízió. 2010-ben szerepelt a The Romantics-ban (itt Minnow-t játszotta), a Bold Native'-ben (Samantha) és a The Hunters-ben (Alice szerepében).
2010-ben Dianna Agron rendezte Thao első, Body című videóklipjét. Dianna és Thao a Chickens in Love zenekarukkal lépnek fel kisebb koncerteken. 2010-ben kisebb filmszerepet kapott a Burlesque című filmben, Cher, Christina Aguilera és Stanley Tucci mellett.
A negyedik című 2011-es filmben volt vőlegényével, Alex Pettyferrel játszott együtt.
Agron vegetáriánus és aktív tagja a PETA állatvédő egyesületnek. Zenerajongó, kedvence Tom Waits All the World Is Green című száma.

## Filmográfia

### Film
| Év   | Magyar cím          | Eredeti cím                     | Szerep             | Magyar hang        |
| ---- | ------------------- | ------------------------------- | ------------------ | ------------------ |
| 2006 | Ismeretlen hívás    | When a Stranger Calls           | pomponlány (cameo) |                    |
| 2007 |                     | T.K.O.                          | Dyanna             |                    |
| 2007 |                     | Rushers (rövidfilm)             | Dianna Agron       |                    |
| 2007 |                     | Skid Marks                      | Megan              |                    |
| 2009 |                     | Dinner with Raphael (rövidfilm) | Dianna             |                    |
| 2009 |                     | A Fuchsia Elephant (rövidfilm)  | Charlotte Hill     |                    |
| 2010 |                     | Bold Native                     | Samantha           |                    |
| 2010 | Romantikus lelkek   | The Romantics                   | Minnow Hayes       | Vadász Bea         |
| 2010 | Díva                | Burlesque                       | Natalie            |                    |
| 2011 |                     | The Hunters                     | Alice              |                    |
| 2011 | A negyedik          | I Am Number Four                | Sarah Hart         | Földes Eszter      |
| 2011 | Glee: Koncertfilm   | Glee: The 3D Concert Movie      | Quinn Fabray       |                    |
| 2013 |                     | Unity (dokumentumfilm)          | narrátor (hangja)  |                    |
| 2013 | Vérmesék            | The Family                      | Belle Blake        | Bogdányi Titanilla |
| 2015 | Titkok hálójában    | Zipper                          | Dalia              | Bogdányi Titanilla |
| 2017 | A csőd szélén       | Jekyll Island                   | Amelia Rhondart    | Bogdányi Titanilla |
| 2020 | Danielle és a süvet | Shiva Baby                      | Kim                | Vadász Bea         |

### Televízió
| Év        | Magyar cím                    | Eredeti cím                      | Szerep               | Megjegyzések |
| --------- | ----------------------------- | -------------------------------- | -------------------- | --- |
| 2006      |                               | After Midnight: Life Behind Bars | Kelly                | tévéfilm |
| 2006      | Magánügyek                    | Close to Home                    | részeg lány          | 1 epizód |
| 2006      | CSI: New York-i helyszínelők  | CSI: New York                    | Jessica Grant        | 1 epizód |
| 2006      | Drake és Josh                 | Drake & Josh                     | Lexi                 | 1 epizód |
| 2006      | Shark – Törvényszéki ragadozó | Shark                            | Gia Mellon           | 1 epizód |
| 2006–2007 | Veronica Mars                 | Veronica Mars                    | Jenny Budosh         | 3 epizód |
| 2007      | Hősök                         | Heroes                           | Debbie Marshall      | 5 epizód |
| 2007      |                               | It's a Mall World                | Harper               | főszereplő (3 epizód)                                                                                               |
| 2008      |                               | Heroes Unmasked                  | Debbie Marshall      | 2 epizód |
| 2008      | Gyilkos számok                | Numb3rs                          | Kelly Rand           | 1 epizód |
| 2009      |                               | Celebrities Anonymous            | Sadie                | főszereplő |
| 2009–2015 | Glee – Sztárok leszünk!       | Glee                             | Quinn Fabray         | - főszereplő (1-3. évad) - vendégszereplő (4-5. évad) - visszatérő szereplő (6. évad) - magyar hangja: Csondor Kata |
| 2012      | Punk’d – SztÁruló             | Punk’d                           | önmaga               | 1 epizód |
| 2012      |                               | The Glee Project                 | önmaga               | 2 epizód |
| 2020      | Robotcsirke                   | Robot Chicken                    | több szereplő hangja | 1 epizód |
| 2023      | Jodie, a kiválasztott         | The Chosen One                   | Sarah                | főszereplő |